# University College Prague
University College Prague – Vysoká škola mezinárodních vztahů a Vysoká škola hotelová a ekonomická s.r.o. (UCP) byla česká soukromá vysoká škola neuniverzitního typu. Působila v oblasti vysokoškolského vzdělávání se zaměřením na hotelnictví, gastronomii, cestovní ruch, lázeňství, mezinárodní vztahy a marketing od roku 1999. V roce 2025 se sloučila s AMBIS vysokou školou.

## Historie
Škola byla založena v roce 1999 jako Vysoká škola hotelová v Praze 8. V roce 2010 prošla škola kontrolou Akreditační komise, která shledala závažné nedostatky v kvalitě výuky havířovské pobočky. Ta byla následně zrušena. Spojením Vysoké školy hotelové a ekonomické a Soukromé vysoké školy ekonomické Znojmo s Vysokou školou mezinárodních a veřejných vztahů Praha vznikla v roce 2022 University College Prague. V červenci 2025 se UCP sloučila s AMBIS vysokou školou.

## Studium
UCP byla soukromou vysokou školou, organizovanou jako společnost s ručením omezeným. Za studium vybírala školné.
Studium probíhalo na bakalářském a magisterském stupni v prezenční nebo kombinované formě. Délka prezenčního studia byla na bakalářském stupni tři roky (šest semestrů). Standardní délka navazujícího magisterského studia byla dva roky (čtyři semestry). Kombinovaná forma studia měla s prezenční formou stejný obsahový rozsah a byla organizována formou týdenních soustředění (15 na bakalářském a 10 na magisterském stupni).
Bakalářský studijní program Hotelnictví, cestovní ruch a marketing byl na škole vyučován s možnými specializacemi Hotelnictví, Cestovní ruch a Marketing ve službách.
Navazující magisterský studijní program Hotelnictví, cestovní ruch a marketing umožňoval specializace Management hotelnictví a lázeňství, Management destinace cestovního ruchu a Marketingový management v cestovním ruchu a hotelnictví.
Mezi absolventy školy patří např. pekař a cukrář Josef Maršálek nebo europoslanec Filip Turek.